# Saar Meganck
Saar Meganck (Gent, 8 augustus 1979) is een Belgisch ingenieur-architect.

## Visie
Het architectenbureau Meganck en Dhooge zegt zelf een universele architectuur te willen creëren die door mensen over de hele wereld begrepen kan worden.

## Projecten

### Mosterdfabriek Camp’s
Bij de mosterdfabriek Camp’s in Oudenaarde, die vaak voor een abdij wordt aangezien, is functionaliteit leidend geweest bij het ontwerp. Meganck en Dhooge kregen de opdracht om een plek te ontwerpen waar het aangenaam werken is en liepen zelfs een paar dagen mee in de fabriek om het productieproces beter te begrijpen. De mosterdfabriek sierde het voorblad van het Architectuurboek Vlaanderen 2018 en werd in 2019 genomineerd voor een Mies van der Rohe Award onder meer omdat het productieproces van de mosterdfabriek efficiënter was gemaakt waardoor een verkleining van de footprint mogelijk was.